# Збіжність (вимірювання)
Збіжність (англ. repeatability) — прецизійність в умовах збіжності.
Умови збіжності — умови, за яких незалежні результати вимірювань однієї і тієї ж величини одержують за однією і тією ж методикою, в одній і тій же лабораторії, одним і тим же оператором, з використанням одного і того ж обладнання, в межах короткого проміжку часу за одних і тих же значень впливних величин.
Іншими словами, збіжність — ступінь наближення результатів вимірювань однієї і тієї ж величини, одержаних в однакових умовах.
Одержані в одних і тих же умовах результати можуть відрізнятися через дію випадкових ефектів, іншими словами, спостережувана мінливість результатів за умов збіжності обумовлена випадковою похибкою вимірювання.
Кількісною характеристикою збіжності виступає стандартне відхилення збіжності {\displaystyle S_{r}} — стандартне відхилення результатів вимірювань, одержаних в умовах збіжності.

## Практичне використання
В практиці вимірювань широко використовується границя збіжності {\displaystyle r} — значення, яке з ймовірністю 0,95 не перевищує абсолютної різниці між крайніми результатами (найбільшим та найменшим), одержаними в умовах збіжності. Границя збіжності виступає критерієм для виявлення промахів — якщо різниця між крайніми результатами перевищує границю збіжності, то найімовірніше один із результатів (або і обидва) є промахами. Таким чином, якщо різниця між результатами не перевищує границю збіжності, вони є метрологічно сумісними.
Значення {\displaystyle r} можна знайти через стандартне відхилення збіжності за формулою: {\displaystyle r=Q_{n}\cdot S_{r}}. Тут {\displaystyle Q_{n}} — коефіцієнт, значення якого залежить від числа результатів вимірювань {\displaystyle n}. Наприклад, для {\displaystyle n}=2 {\displaystyle Q_{2}}=2,77 за умови, що результати розподілені за нормальним законом.
Поряд з терміном «збіжність» іноді використовують термін «повторюваність».